# Elena Quirici
Elena Quirici (16 de febrero de 1994) es una deportista suiza que compite en karate, en la modalidad de kumite.
Ganó una medalla en el Campeonato Mundial de Karate de 2012 y seis medallas en el Campeonato Europeo de Karate entre los años 2015 y 2023. En los Juegos Europeos consiguió dos medallas, en los años 2019 y 2023.

## Palmarés internacional
| Campeonato Mundial | Campeonato Mundial      | Campeonato Mundial | Campeonato Mundial |
| Año                | Lugar                   | Medalla            | Prueba             |
| ------------------ | ----------------------- | ------------------ | ------------------ |
| 2012               | París (Francia)         | Medalla de bronce  | –61 kg             |
| Juegos Europeos    |                         |                    |                    |
| Año                | Lugar                   | Medalla            | Prueba             |
| 2019               | Minsk (Bielorrusia)     | Medalla de bronce  | –68 kg             |
| 2023               | Bielsko-Biała (Polonia) | Medalla de plata   | –68 kg             |
| Campeonato Europeo |                         |                    |                    |
| Año                | Lugar                   | Medalla            | Prueba             |
| 2015               | Estambul (Turquía)      | Medalla de plata   | –68 kg             |
| 2016               | Montpellier (Francia)   | Medalla de oro     | –68 kg             |
| 2018               | Novi Sad (Serbia)       | Medalla de oro     | –68 kg             |
| 2018               | Novi Sad (Serbia)       | Medalla de oro     | Por equipos        |
| 2019               | Guadalajara (España)    | Medalla de plata   | –68 kg             |
| 2023               | Guadalajara (España)    | Medalla de oro     | –68 kg             |